# Kovel
Kovel (ukrajinsky a rusky Ковель, polsky Kowel) je město ve Volyňské oblasti v severozápadním cípu Ukrajiny poblíž hranic s Polskem a Běloruskem. Městem protéká řeka Turija. Dnes je střediskem Kovelského rajónu. žije zde přibližně 67 tisíc obyvatel.

## Historie
Kovel byl založen ve 14. století, městská práva získal roku 1518. Od svého založení do třetího rozdělení Polska v roce 1795 se Kovel nacházel v hranicích Koruny Polského království. V letech 1795-1918 byl Kovel součástí Ruské impérium, v letech 1919-1939 opět součástí Polska, v letech 1939-1945 okupován nejprve Sověty a poté Němci, v roce 1945 byl Kovel začleněn do hranic Sovětského svazu, a od roku 1991 je součástí Ukrajiny

### Vyvraždění židovského obyvatelstva
Před druhou světovou válkou zde žilo přibližně 13 500 Židů; po německé invazi do SSSR v červnu 1941 jejich počet včetně uprchlíků ze západního Polska dosáhl 17 000. V květnu 1942 zde byla zřízena dvě ghetta, v nichž bylo uvězněno 10 000 a 3 500 osob. Naprostá většina židovského obyvatelstva byla v průběhu léta 1942 vyvražděna; posledních 2 500 až 6 000 osob zemřelo přímo ve městě v srpnu 1942. Na místě hromadného hrobu byla později zřízena zoologická zahrada, což vyvolalo nesouhlas ukrajinské židovské komunity.

## Doprava
Kovel je jedním z největších železničních uzlů na Ukrajině: tratě odtud vycházejí do šesti směrů, čímž se v zemi může pochlubit jen Lvov, Charkov a Horlivka. První železnicí, která sem dorazila, byla roku 1873 trať Brest-Litovsk – Rovno; roku 1877 bylo otevřeno další rameno ve směru na Lublin a Varšavu. Další důležité tratě vedou ve směru na Sarny–Korosteň–Kyjev a přes Volodymyr do Lvova; spíše lokální význam má trať do města Kamiň-Kašyrskyj. Je zde také velké seřaďovací nádraží.